# Markus Schreiber

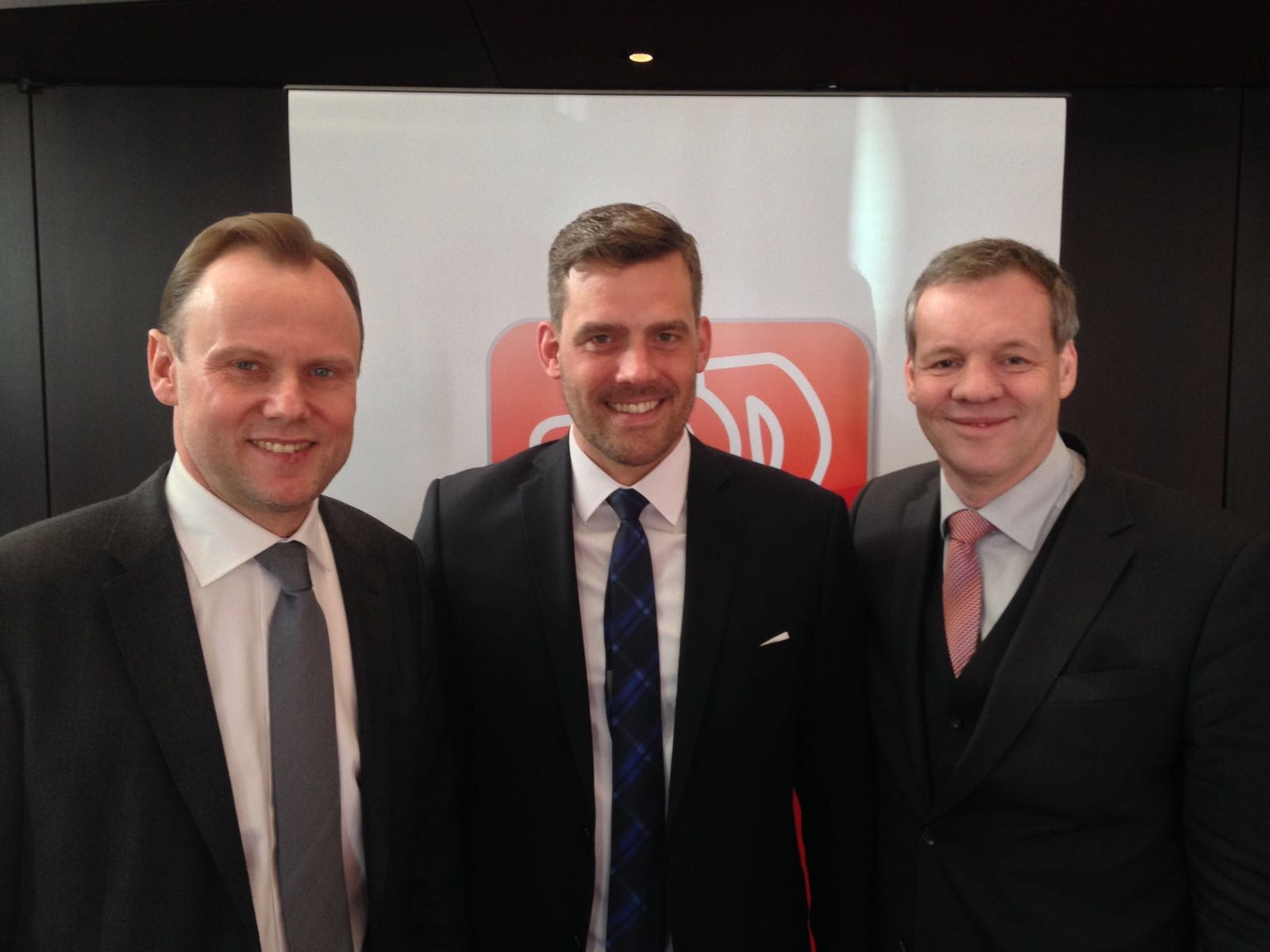
Markus Schreiber (rechts), Andy Grote (links) und Falko Droßmann (Mitte) auf dem Neujahrsempfang 2016 der SPD-Fraktion Hamburg-Mitte

Markus C. Schreiber, geb. Piske (* 9. Juni 1960 in Hamburg), ist ein deutscher Politiker (SPD) und ehemaliger Studienrat. Von 2002 bis 2012 war er Bezirksamtsleiter des Bezirks Hamburg-Mitte. Von 2015 bis 2025 gehörte Schreiber der Hamburgischen Bürgerschaft an.

## Leben
Markus Schreiber wurde 1960 als Sohn des Pastors Uwe Piske in Winterhude geboren. Nachdem er 1980 das Abitur am Gymnasium Langenhorn erlangt hatte, absolvierte er an der Universität Hamburg ein Lehramtsstudium in den Fächern Mathematik, Chemie und Erziehungswissenschaft. Seine Staatsexamensarbeit von 1986 trägt den Titel: Die Entdeckungsgeschichte des Insulins: von der Pankreasexstirpation bis zur Aminosäuresequenzermittlung. In den Folgejahren war er für die Abgeordneten Hans Apel, Petra Adam-Ferger, Christine Maring und Ingo Kleist tätig und absolvierte das Referendariat. Von 1991 bis 2002 arbeitete er – noch unter seinem Geburtsnamen Markus Piske – als Lehrer bzw. Studienrat in Bahrenfeld und Altona.
Neben seiner Tätigkeit als Lehrer engagierte sich Schreiber, der seit 1980 Mitglied der SPD ist, in der Lokalpolitik. Hierbei gehörte er zu den Personen, die im SPD-Kreis Hamburg-Mitte der Linie von Johannes Kahrs (MdB) folgten. Ab 1997 war er als Beisitzer des Kreisvorstandes tätig. Von 1993 bis 2002 vertrat er die SPD als Mitglied in der Bezirksversammlung Hamburg-Mitte. Am 1. Februar 2002 wurde er von der Bezirksversammlung zum Leiter des Bezirksamtes Hamburg-Mitte gewählt. Im Jahr 2007 erfolgte seine Wiederwahl für weitere sechs Jahre.
Ab Ende Januar 2012 forderte die Opposition die Ablösung Schreibers als Bezirksamtsleiter, da seine Behörde im Fall des verstorbenen Pflegekindes Chantal schwere Fehler begangen habe. Sie äußerte insbesondere Kritik an Schreibers Aussage, er habe bereits 2009 die verantwortliche Jugendamtsleiterin Pia Wolters versetzen lassen wollen, dies sei aber mangels adäquater Ersatzstelle nicht möglich gewesen. Am 10. Februar 2012 übernahm Markus Schreiber die politische Verantwortung für die Versäumnisse im Zusammenhang des Todes von Chantal und bat den Senat um seine Abberufung aus dem Amt des Bezirksamtsleiters. Olaf Scholz, Erster Bürgermeister Hamburgs, kündigte an, dass der Senat dieser Bitte nachkommen werde. Damit endete Schreibers Amtszeit ein Jahr früher als geplant.
Vom April 2012 bis Mai 2015 arbeitete Schreiber als Prokurist bei der Außenalster WPB Holding GmbH, einem auf Wohnungsbau spezialisierten Immobilienunternehmen in Harvestehude und zog diese Position einer Rückkehr in seinen niedriger dotierten Beruf im öffentlichen Dienst als Stadtteilschullehrer vor. Bei dem Immobilien-Investor war er für die Projektentwicklung zuständig, beispielsweise für die Planung, Bau und Vertrieb von Luxuswohnungen in St. Georg oder den Bau von Studentenappartements im Hamburger Berg auf St. Pauli.
Schreiber wurde im Mai 2012 zum stellvertretenden Kreisvorsitzenden der SPD Hamburg-Mitte gewählt. Im Mai 2014 kündigte er an, bei der Bürgerschaftswahl 2015 auf einem als sicher geltenden Listenplatz der SPD antreten zu wollen. Bei der Wahl am 15. Februar 2015 erhielt er über die Landesliste (Person) mit 3954 Stimmen ein Mandat für die Hamburgische Bürgerschaft (21. Wahlperiode). Dort ist er Mitglied im Haushaltsausschuss und in den Fachausschüssen „Personalwirtschaft und Öffentlicher Dienst“, „IuK-Technik und Verwaltungsmodernisierung“ und „Öffentliche Unternehmen“. 2020 wurde er über die Landesliste seiner Partei erneut in Bürgerschaft gewählt, was ihm bei der darauffolgenden Bürgerschaftswahl 2025 nicht gelang.
Er ist seit 2022 Vorsitzender der SPD-Arbeitsgemeinschaft 60 plus Hamburg gemeinsam mit Britta Schlage (Doppelspitze) und Mitglied des Landesvorstandes der SPD Hamburg.
Schreiber ist seit 1993 verheiratet mit Carola Schreiber, von der er später den Geburtsnamen annahm. Seit 1996 hat das Paar eine gemeinsame Tochter und lebte zunächst in Hamburg-Finkenwerder, später – nach 2012 – zog es nach St. Georg um.

## Politik
Schreiber machte als Bezirksamtsleiter vor allem durch ordnungspolitische Maßnahmen auf sich aufmerksam. So drohte er beispielsweise hohe Geldbußen für Skaten am Jungfernstieg, nachdem dieser für 16 Millionen Euro umgebaute Platz erheblich beschädigt wurde, und setzte sich für eine Räumung des Bauwagenplatzes Zomia in Wilhelmsburg ein.
Er setzte sich auch für Sozialprojekte und gegen Kürzungen bei Erziehungshilfen ein.

## Kritik
Bundesweites Aufsehen erregten seine Maßnahmen zur Vertreibung von in St. Pauli unter der Kersten-Miles-Brücke lebenden Obdachlosen. Im Juni 2011 wurden hierfür zunächst rund 100.000 Euro Steuergelder investiert: unter der denkmalgeschützten Brücke mussten zwei Bunker entfernt, dann ein künstliches Flussbett angelegt und schließlich Wackersteine montiert werden. Als diese Maßnahme die Obdachlosen nicht von der Nutzung des Areals abhalten wollte, entschied Schreiber im September 2011, einen 3 Meter hohen Stahlzaun für nochmal rund 18.000 Euro aufstellen zu lassen. Dies führte zu zahlreichen Berichten in den Medien, Bürgerprotesten bis hin zu Demonstrationen und parteiübergreifender Kritik in der Hamburger Bürgerschaft. Nach massiven Protesten musste der Zaun nach gut eineinhalb Wochen wieder abgebaut werden.
Eine weitere kostspielige Maßnahme an der Kersten-Miles-Brücke wurde nicht umgesetzt: die Idee, ein Toilettenhaus für rund 500.000 Euro zu errichten.

## Weitere Mitgliedschaften
Schreiber ist Beisitzer des AWO-Landesverbandes Hamburg. Seit 2018 ist er Vorsitzender des Bürgervereins zu St. Georg von 1880.